# Internationale Wielertrofee Jong Maar Moedig 2011
La 27e édition de l'Internationale Wielertrofee Jong Maar Moedig a eu le 29 juin 2011. La course fait partie du calendrier UCI Europe Tour 2011 en catégorie 1.2. Elle a été remportée par Bert Scheirlinckx (Landbouwkrediet-Euphony), suivi par Bert De Waele (Landbouwkrediet-Euphony) et Floris Goesinnen (Drapac).

## Classement
| Classement général, | Classement général, | Classement général, | Classement général,          | Classement général, |
|                     | Coureur             | Pays                | Équipe                       | Temps               |
| ------------------- | ------------------- | ------------------- | ---------------------------- | ------------------- |
| 1er                 | Bert Scheirlinckx   | Belgique            | Landbouwkrediet-Euphony      | en 3 h 59 min 22 s  |
| 2e                  | Bert De Waele       | Belgique            | Landbouwkrediet-Euphony      | m.t                 |
| 3e                  | Floris Goesinnen    | Pays-Bas            | Drapac                       | + 18 s              |
| 4e                  | Koen Barbé          | Belgique            | Landbouwkrediet-Euphony      | m.t                 |
| 5e                  | Jelle Wallays       | Belgique            | Topsport Vlaanderen-Mercator | m.t                 |
| 6e                  | Sander Cordeel      | Belgique            | Colba Mercury                | + 23 s              |
| 7e                  | Mark McNally        | Royaume-Uni         | An Post-Sean Kelly           | + 28 s              |
| 8e                  | Huub Duyn           | Pays-Bas            | Donckers Koffie-Jelly Belly  | + 49 s              |
| 9e                  | Sven Nys            | Belgique            | Landbouwkrediet-Euphony      | + 1 min             |
| 10e                 | Wouter Wippert      | Pays-Bas            | Omega Pharma-Lotto Davo      | + 1 min 3 s         |
| modifier            |                     |                     |                              |                     |